# Portret Henrietty Wilhelminy Schlösser
Portret Henrietty Wilhelminy Schlösser – obraz olejny na płótnie autorstwa Józefa Simmlera z ok. 1860 roku, o wymiarach 118x89 cm. Własność Muzeum Ziemi Kujawskiej i Dobrzyńskiej we Włocławku (nr inw. MK-300 79 S).

## Opis i historia
Niniejszy opis oparto na podst. opisu formalnego sporządzonego przez Romualdę Hankowską (1933-1999), historyka sztuki i dyrektor Muzeum Kujawskiego we Włocławku (ob. Muzeum Ziemi Kujawskiej i Dobrzyńskiej), a później kierownika działu sztuki tegoż muzeum, na potrzeby katalogu z 1965 roku.
Jest to portret do kolan en trois quarts. Przedstawia kobietę w pozycji stojącej ubraną w brązową suknię z koronkowym kołnierzem i długimi mankietami z tiulu. Na głowie ma biały, koronkowy czepek zawiązany pod brodą, jego wstążki sięgają pasa. Spod czepka widać gładko zaczesane, siwe włosy. Kobieta ma łagodny, zadumany wyraz twarzy.
Bohaterką portretu jest Henrietta Wilhelmina Schlösser (1803-1865), żona Friedricha Schlössera oraz siostra Wilhelma Wernera, ozorkowskich fabrykantów. Sam obraz wykonano w Warszawie. W 1945 roku nabyło go Muzeum Ziemi Kujawskiej i Dobrzyńskiej we Włocławku. Romualda Hankowska na łamach Kwartalnika Historii Kultury Materialnej określiła go jako jedno z najcenniejszych płócien w kolekcji ówczesnego Muzeum Kujawskiego.
Praca jest eksponowana w ramach wystawy stałej Galeria Portretu Polskiego w gmachu głównym MZKiD we Włocławku, otwartej w 2009 roku. Ekspozycja ma na celu ukazanie w układzie chronologicznym przemian stylistycznych, jakie zachodziły w malarstwie portretowym od pocz. XIX wieku do dwudziestolecia międzywojennego. Portret aut. Józefa Simmlera reprezentuje wczesną twórczość szkoły monachijskiej.